# کیکو یوکوزاوا
کیکو یوکوزاوا (انگلیسی: Keiko Yokozawa؛ زادهٔ ۲ سپتامبر ۱۹۵۲) صداپیشه اهل ژاپن است.